# Aloidendron
Aloidendron je biljni rod jednosupnica, sukulentnih biljaka iz porodice čepljezovki. Postoji sedam vrsta koje rastu po dijelovima Afrike i Arapskog poluotoka. Po životnom obliku su sukulentni nanofanerofiti i fanerofiti.
Rod je opisan 2013. godine, a dotada su njezine vrste uključivane u rod Aloe.

## Vrste
1. Aloidendron barberae (Dyer) Klopper & Gideon F.Sm.
2. Aloidendron dichotomum (Masson) Klopper & Gideon F.Sm.
3. Aloidendron eminens (Reynolds & P.R.O.Bally) Klopper & Gideon F.Sm.
4. Aloidendron pillansii (L.Guthrie) Klopper & Gideon F.Sm.
5. Aloidendron ramosissimum (Pillans) Klopper & Gideon F.Sm.
6. Aloidendron sabaeum (Schweinf.) Boatwr. & J.C.Manning
7. Aloidendron tongaense (van Jaarsv.) Klopper & Gideon F.Sm.